# الگا سوافسکا
اُلگا سوافسکا (لهستانی: Olga Sławska؛ ‏ ۲ ژوئن ۱۹۱۵ – ۲۹ آوریل ۱۹۹۱) بازیگر و طراح رقص بود.

## زندگی
اُلگا سوافسکا سال ۱۹۱۵  در لویو زاده شد.